# Горан Николовски
Горан Николовски (на македонска литературна норма: Горан Николовски) е разузнавач, директор на Управлението за сигурност и контраразузнаване на Северна Македония от 16 юни 2017 г.

## Биография
Горан Николовски е роден в Скопие. Завършва Центъра за образование на кадри за сигурността и обществена самозащита в Скопие през 1991 г. На следната година влиза и постепенно се изкачва в системата на цивилната тайна служба на Република Македония Служба за държавна сигурност, впоследствие Дирекция за сигурност и контраразузнаване и Управление за сигурност и контраразузнаване.
От 2015 г. е помощник-директор, а от 16 юни 2017 г. до закриването му през август 2019 година е директор на Управлението за сигурност и контраразузнаване.